# Gromada Balice (Powiat Krakowski)
Die Gromada Balice war eine Verwaltungseinheit in der Volksrepublik Polen zwischen 1954 und 1968. Verwaltet wurde die Gromada vom Gromadzka Rada Narodowa, dessen Sitz sich in Balice befand und aus 20 Mitgliedern bestand.

Die Gromada Balice gehörte zum Powiat Krakowski in der Woiwodschaft Krakau und bestand aus den Dörfern Balice, Burów und Aleksandrowice (ohne die Weiler Kleszczów und Kochanów), ehemaligen Gromadas der aufgelösten Gmina Liszki. 

Zum 1. Januar 1962 wurden die Dörfer Morawica und Chrosna der aufgelösten Gromad Morawica der Gromada Balice angegliedert.
Zum 1. Januar 1969 wurde die Gromada aufgelöst die Dörfer Aleksandrowice, Balice, und Burów wurden in die Gromada Zabierzów und die Dörfer Chrosna und Morawica kamen zur Gromada Liszki.